# Oton Župančič
Oton Župančič, né le 23 janvier 1878 et mort le 11 juin 1949 , est un poète et un traducteur austro-hongrois puis yougoslave d'expression slovène. Župančič est considéré, avec Ivan Cankar, Dragotin Kette et Josip Murn, comme l'initiateur du modernisme dans la littérature slovène. Après la Première Guerre mondiale et durant environ 40 ans, Župančič sera fréquemment considéré comme le plus grand poète slovène après France Prešeren bien que son influence déclinât sensiblement par la suite,.

## Biographie

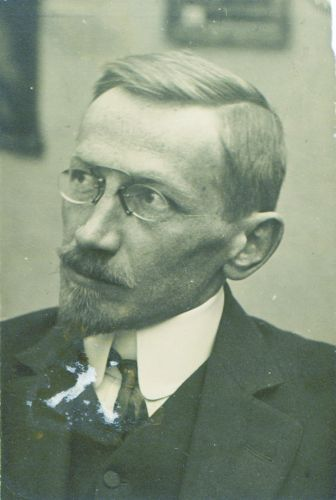
Oton Župančič en 1911. Photographie de Fran Vesel.

Oton Zupančič est né en 1878 dans le village de Vinica dans la région de la Carniole-Blanche. À cette époque, la région appartenait toujours à l'empire d'Autriche-Hongrie (aujourd'hui en Slovénie. Son père, Franc Zupančič, était un petit commerçant du village et sa mère, Ana Malić, était d'origine croate. Il suivit des études dans les villes de Novo Mesto et de Ljubljana.
À Ljubljana, il fréquenta un cercle catholique d'intellectuels comprenant entre autres le politicien Janez Evangelist Krek. Ensuite, il quitta le cercle pour rejoindre un cercle de jeunes artistes slovènes modernistes et libres penseurs composé entre autres d'Ivan Cankar, Dragotin Kette et Josip Murn. En 1896, il étudia l'histoire et la géographie à l'Université de Vienne. Il resta à Vienne jusque 1900 bien qu'il ne termina pas ses études. Dans la capitale de l'empire d'Autriche-Hongrie, il prit toutefois connaissance de courants artistiques européens comme la Sécession viennoise et la littérature fin de siècle. Il rencontra également des étudiants ruthéniens originaires de l'est de la Galicie. Ceux-ci lui permirent de découvrir la poésie ukrainienne qui influença plus tard son style.
En 1900, il retourna à Ljubljana où il enseigna en tant que remplaçant d'un professeur à l'École classique de Ljubljana. Il commença alors à publier ses poèmes dans le magazine littéraire Ljubljanski zvon. En 1905, il voyagea à Paris et s'installa dans l'Empire allemand où il devint professeur particulier jusque 1910,. En 1910, il revint à Ljubljana et devint directeur de scène au théâtre dramatique de Ljubljana. En 1912, le maire de la ville Ivan Tavčar l'engagea en tant que directeur des Archives de la ville. Il se maria l'année suivante et en 1920, il reprit son poste de directeur de scène.
Durant l'occupation italo-allemande durant la Seconde Guerre mondiale, Župančič sympathisa avec le Front de Libération du Peuple Slovène et écrivit plusieurs poèmes sous un pseudonyme pour des journaux illégaux (car antifascistes et procommunistes). Une fois la guerre terminée en  1945, il reçut plusieurs récompenses honorifiques par le tout nouveau régime communiste mis en place. Il était alors surnommé comme le poète du peuple. Il décéda à Ljubljana en 1949 et est enterré dans le cimetière de Žale en compagnie de ses amis Ivan Cankar, Dragotin Kette et Josip Murn.
L'aîné de ses fils, Marko Župančič, fut un architecte reconnu alors que son cadet Andrej O. Župančič devint pathologiste, anthropologue et auteur.

## Œuvre
Župančič publia son premier recueil de poèmes en 1899 sous le titre de Čaša opojnosti . Ce recueil, édité par le même éditeur que celui du livre controversé de Cankar intitulé Erotika ("Érotisme"), rassemblait ses premiers travaux lorsqu'il était fortement influencé par le mouvement décadent. Les deux œuvres marquèrent le début du modernisme de la littérature slovène. Tous les livres de Cankar (Erotika) furent achetés par l'archidiocèse catholique de Ljubljana en vue d'être détruits alors que le recueil de poèmes de Župančič fut condamné par le très renommé philosophe néothomiste Aleš Ušeničnik.
Župančič's devint ensuite plus préoccupé par des publications relatives aux problèmes sociaux, nationaux et politiques. Déjà en 1900, il publia le poème Pesem mladine ("La chanson de la Jeunesse") à l'occasion du centième anniversaire de la naissance de l'écrivain France Prešeren. 
Dans son poème principal, Duma (1908), il parle de la pauvreté dans le monde rural. Ses poèmes Kovaška (« La chanson du forgeron », 1910) et Žebljarska (« La chanson de la Pédicure », 1912) glorifient la force des travailleurs opprimés. Il réalisa en 1915 également un recueil de poèmes pour enfants intitulé, Ciciban.
Župančič fut également un traducteur de talent. Il traduisit ainsi la majorité des œuvres de Shakespeare dans la langue slovène et il traduisit également des œuvres d'auteurs célèbres comme Dante, Calderón de la Barca, Molière, Goethe, Balzac, Stendhal, Charles Dickens, Léon Tolstoï, Anatole France, Voltaire, George Bernard Shaw, Knut Hamsun et Rostand.
Župančič rédigea également deux pièces, Noč za verne duše ("Une Nuit pour les Esprits sans Foi", 1904) et Veronika Deseniška, 1924), qui furent interprétées au théâtre dramatique de Ljubljana lorsqu'il y travailla.

## Controverses
Déjà durant sa vie, Župančič fut fréquemment accusé d'être très pragmatique et d'être un opportuniste politique. Dans les années 1920, il fut un fervent partisan de la politique culturelle de la monarchie yougoslave qui désirait créer une nation unifiée des Slaves (Yougoslavie). Après 1929, il supporta le dictatoriat du roi Alexandre Ier de Yougoslavie. En 1932, il publia un article dans le journal Ljubljanski zvon intitulé « Adamic et l'identité slovène », dans lequel il disait que les slovènes ne devaient pas se préoccuper de la perte de leur langue s'ils pouvaient toutefois garder leur identité. L'article fut  publié lorsque les autorités yougoslaves favorisaient la langue serbo-croate dans la région de la Banovine de la Drave. Même le nom « Slovénie » fut officiellement banni. Cet article créa une immense controverse. Le critique littéraire Josip Vidmar rejeta le point de vue de Župančič dans son livre polémique"Le Problème Culturel de l'Identité Slovène".
Bien que Župančič resta un monarchiste et un nationaliste yougoslave jusqu'à l'invasion du pays en avril 1941, il accueillit à bras ouverts le nouveau régime communiste (anti-monarchiste) d'après guerre. Déjà en septembre 1943, il publia un poème intitulé « La Pomme de la Liberté » que certains ont interprété comme une instigation à une vengeance violente à l'encontre de la Garde Slovène (pro-nazie et anti-communiste durant la guerre). Les exécutions sommaires d'environ 12 000 prisonniers de la garde slovène en mai et juin 1945 par le régime communiste, assombrirent les lignes incendiaires du poème bien que d'autres nuancent la signification exacte du poème,,.

## Influences
L'auteur appréciait son statut de second poète national après Prešeren. En 1931, le linguiste français Lucien Tesnière publia un livre sur Župančič (Oton Joupantchhitch : poète slovène. L'homme et l'œuvre), qui rendit l'auteur populaire en France. Durant son vivant, ses ouvrages ne furent traduits qu'en français et en serbo-croate. Les traductions en allemand, anglais, hongrois, macédonien, roumain, bulgare, tchèque et slovaque ont été réalisées par la suite.
Župančič eut toutefois peu d'influence sur les nouvelles générations d'auteurs slovènes. Néanmoins, nombre de ses vers font partie de la culture slovène. Au XXIe siècle, il reste surtout populaire pour ses poèmes à destination des enfants intitulés Ciciban (ou Mehurčki). Plus de 30 éditions ont été réalisées depuis la première parution en 1915. De nombreux bâtiments publics ou bien encore des rues portent le nom du poète à travers la Slovénie mais aussi en Italie et en Autriche dans les régions où vivent une minorité slovène.

## Publications

### Recueils de poèmes
- Čaša opojnosti (1899)
- Čez plan ("Sur la plaine", 1904)
- Samogovori ("Monologues", 1908)
- V zarje Vidove (1920)
- Zimzelen pod snegom ("Vert éternel sous la Neige", 1945)

### Littérature enfantine
- Pisanice ("Œufs de Pâques, " 1900)
- Lahkih nog naokrog (, 1913)
- Sto ugank (1915)
- Ciciban in še kaj ("Ciciban et plus", 1915)

### Pièces de théâtre
- Noč za verne duše (1904)
- Veronika Deseniška (1924)